# Chapelle Sainte-Marguerite de La Roche-en-Ardenne
La chapelle Sainte-Marguerite est un édifice religieux catholique classé situé dans la commune de La Roche-en-Ardenne en province de Luxembourg (Belgique).

## Situation
La chapelle se situe le long de l'étroite rue Sainte-Marguerite, sur les hauteurs de la ville ardennaise de La Roche-en-Ardenne, à l'altitude de 260 mètres. L'édifice est construit en contrehaut de la rue, accroché au versant schisteux, dans un environnement boisé. Un des chemins menant au belvédère de La Roche passe à côté de la chapelle.

## Historique
La chapelle a été édifiée aux alentours de 1600 par le prévôt de La Roche, Georges de Waha-Baillonville. Le sanctuaire était autrefois accosté d’un ermitage dont la mention la plus ancienne remonte à 1638.

## Architecture
La chapelle d'une longueur d'une dizaine de mètres est réalisée en moellons blanchis de schiste d'Ardenne. La toiture est en ardoises. La nef est constituée de trois travées percées de baies cintrées ornées de vitraux. Le chevet est semi-circulaire et aveugle et surmonté d'une petite croix. Le portail d'entrée, en pierre calcaire, aussi cintré, est placé sur la façade avant, accessible depuis la route par une demi-douzaine de marches en schiste. Une pierre placée au-dessus du portail reprend l'inscription : Soyez béni. L'édifice est surmonté par un clocheton de base évasée et carrée avec une petite flèche octogonale surmontée de bas en haut d'une croix en fer forgé, d'un coq en girouette et d'une seconde croix minuscule.

## Classement
La chapelle Sainte-Marguerite, rue Sainte-Marguerite est reprise sur la liste du patrimoine immobilier classé de La Roche-en-Ardenne depuis le 22 février 1951.